# Collision entre l'Ehime Maru et l'USS Greeneville

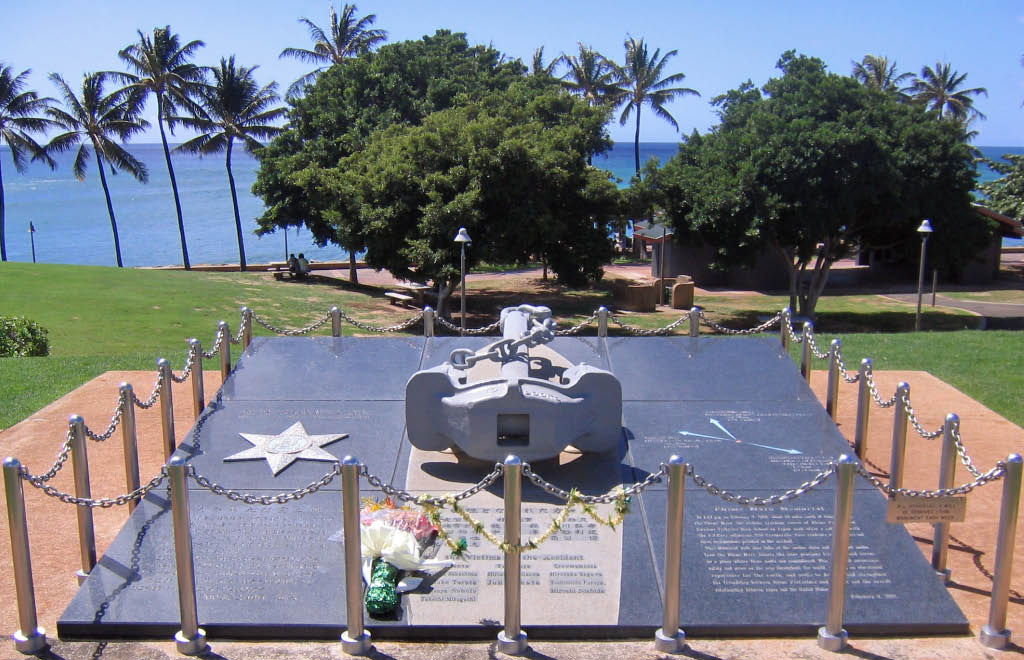
Mémorial consacré à l'Ehime Maru, à Honolulu.

La collision entre l'Ehime Maru et l'USS Greeneville a lieu le 9 février 2001 à environ 17 kilomètres au large de la côte sud de l'île d'Oahu à Hawaï, aux États-Unis.

## Navires impliqués
L'USS Greeneville (SSN-772) est un sous-marin de l'United States Navy et l'Ehime Maru (えひめ 丸) est un chalutier-école japonais.

## Collision

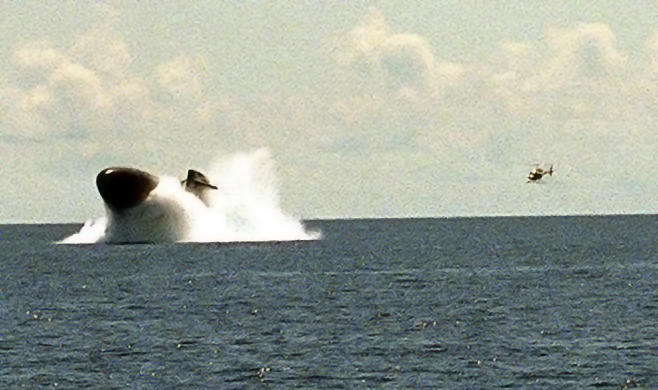
L' effectuant une manœuvre de surfaçage d'urgence

Lors d'une démonstration pour des visiteurs civils, le Greeneville effectue une manœuvre de surfaçage d'urgence et le sous-marin heurte l'Ehime Maru en surface. Quelques minutes après la collision, l'Ehime Maru coule. Neuf de ses membres d'équipage sont tués, dont quatre élèves. Beaucoup de Japonais, dont des responsables gouvernementaux, sont préoccupés par les indications que des civils étaient présents dans la salle de contrôle du Greeneville au moment de l'accident, que l'équipage du sous-marin n'aurait pas cherché à aider les survivants et que le commandant américain Scott Waddle ne s'excuse pas immédiatement après l'incident.

## Enquête, renflouement et excuses

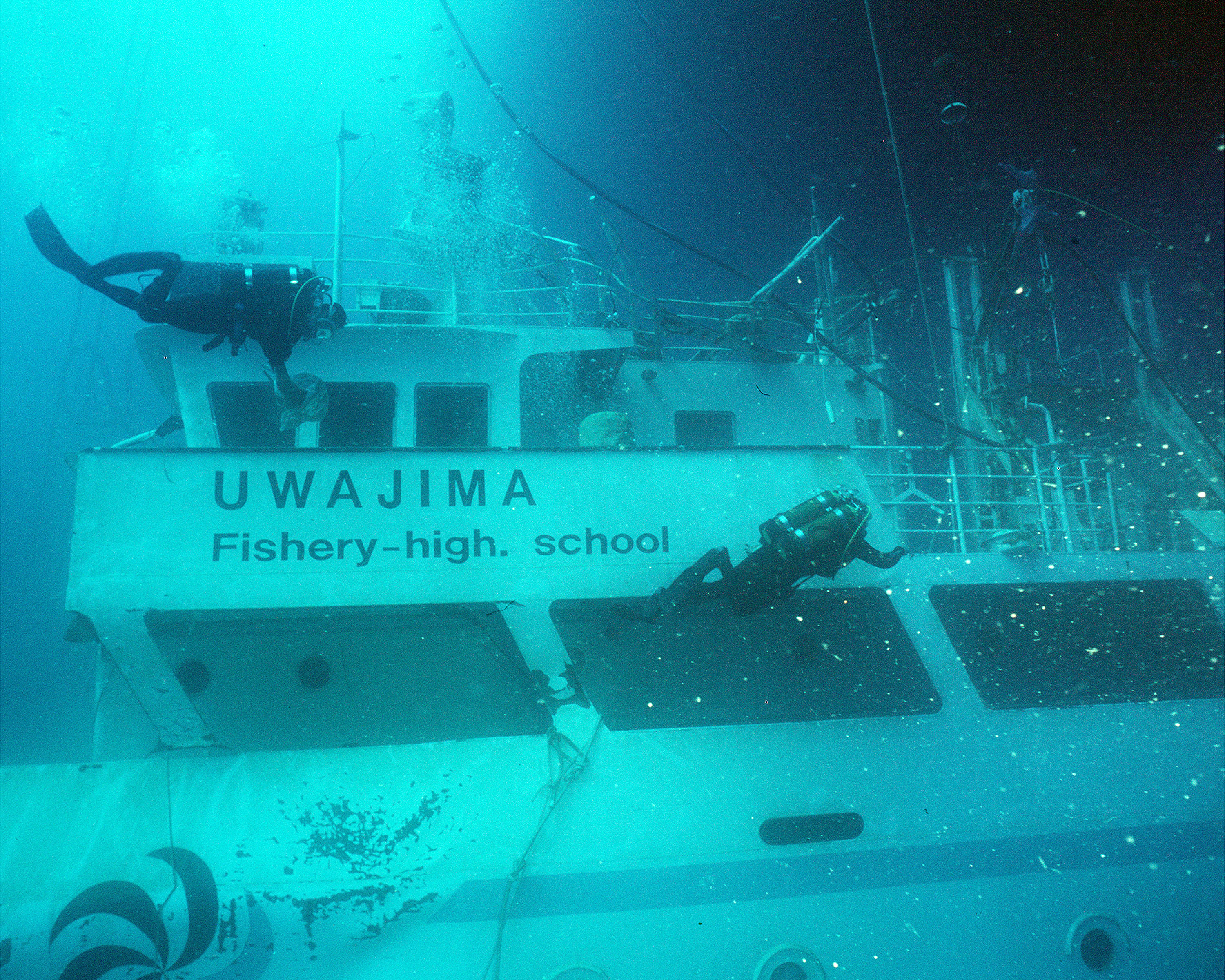
L'Ehime Maru sous l'eau.

Après enquête, l'US Navy blâme Waddle et des membres de l'équipage du Greeneville, et décide de sanctions non judiciaires ou de mesures disciplinaires administratives.
En réponse aux demandes des familles des victimes de l'Ehime Maru et du gouvernement japonais, l'US Navy renfloue le navire en octobre 2001 et le déplace dans une zone en eau peu profonde près d'Oahu. Une fois là, les restes de huit des neuf victimes sont récupérés puis le navire est ramené en haute mer puis sabordé. L'US Navy dédommage le gouvernement de la préfecture d'Ehime, les survivants et les membres des familles des victimes de l'accident. Waddle voyage au Japon en décembre 2002 pour présenter des excuses aux survivants et aux familles des victimes.

## Postérité
L'accident conduit à faire plus d'efforts pour réduire les crimes et les accidents impliquant des militaires américains vis-à-vis de citoyens japonais et en réponse à l'accident, l'US Navy modifie sa politique concernant les visites civiles sur ses navires.

## Source de la traduction
- (en) Cet article est partiellement ou en totalité issu de l’article de Wikipédia en anglais intitulé « Ehime Maru and USS Greeneville collision » (voir la liste des auteurs).